# L'Assassin parmi eux
Pour plus de détails, voir Fiche technique et Distribution.
L'Assassin parmi eux (titre original : Down Three Dark Streets) est un film américain réalisé par Arnold Laven, sorti en 1954. Il s’agit d’une adaptation du roman Case File : FBI du duo d’écrivain Gordon et Mildred Gordon initialement publié en 1950. 

## Synopsis
L'agent du FBI John Ripley (Broderick Crawford) enquête sur le meurtre de l'agent Zack Stewart (Kenneth Tobey). Ce dernier menait trois affaires à la fois. Ripley les reprend, persuadé que la mort de Stewart a un lien avec l'une de ces affaires.

## Fiche technique
- Titre original : Down Three Dark Streets
- Titre français : L'Assassin parmi eux
- Réalisation : Arnold Laven
- Assistant du réalisateur : Milton Carter
- Scénario : Gordon et Mildred Gordon d'après leur roman Case File : FBI avec la participation de Bernard C. Schoenfeld
- Photographie : Joseph F. Biroc
- Montage : Grant Whytock
- Musique : Paul Sawtell
- Décors : Ted Haworth
- Production : Jules Levy (en), Edward Small et Arthur Gardner (en)
- Société de production : Edward Small Productions
- Pays d'origine :  États-Unis
- Langue originale : anglais
- Format : Noir et blanc - 35 mm — 1,75:1 - Mono (Western Electric Recording)
- Genre : Thriller, film policier
- Durée : 85 minutes
- Dates de sortie : 
  - États-Unis : 2 septembre 1954 
  - France : 5 avril 1955

## Distribution
- Broderick Crawford : l'agent du FBI John Ripley
- Ruth Roman : Kate Martell
- Martha Hyer : Connie Anderson
- Marisa Pavan : Julie Angelino
- Max Showalter : Dave Milson
- Kenneth Tobey : l'agent du FBI Zack Stewart
- Claude Akins : Matty Pavelich
- William Johnstone : le chef du FBI Frank Pace
- Harlan Warde : l'agent du FBI Greg Barker
- Jay Adler : oncle Max Charles Martell
- Claude Akins : Matty Pavelich
- Suzanne Alexander : Brenda Ralles
- Myra Marsh : Mrs. Downes
- Joe Bassett : Joe Walpo alias Joe Allen
- Harry Cording
- Harry Harvey
- John Indrisano (en)
- Michael Fox
- Milton Parsons
- Stafford Repp
- William Schallert
- Charles Tannen
- William Woodson
- Harry Wilson (en)

## Autour du film
- Ce film a notamment été tourné à Los Angeles en Californie.
- Il s’agit d’une adaptation du roman Case File : FBI du duo d’écrivains Gordon et Mildred Gordon. Ce livre a été traduit en France dans la collection Un mystère sous le titre La Manière forte en 1954.